# Three Mile Island-ulykken
Three Mile Island-ulykken er den værste kernekraftulykke med letvandsreaktorer af vestlig type, der er sket i det 20. århundrede.
Ulykken fandt sted den 28. marts 1979 på Three Mile Island-atomkraftværket ved Harrisburg i den amerikanske delstat Pennsylvania. Ved ulykken skete der en delvis nedsmeltning af anlæggets reaktor 2. Ved den delvise nedsmeltning skete der udslip af radioaktivitet uden for den primære sikkerhedszone inden for anlægget, men der skete alene et meget begrænset udslip til miljøet uden for anlægget. Ifølge en efterfølgende rapport udarbejdet af Mitchell Rogovin ("Rogovin-rapporten") kunne der konstateres en stigning i radioaktivitet uden for værket som følge af udslip af isotoper af ædelgasserne xenon og krypton, der medførte en gennemsnitlig påvirkning af den omkringboende befolkning med 1,4 mrem. Rapporten sammenlignede dette med den årlige påvirkning på 80 mrem, der rammer beboere, der lever i højlandsområder som eksempelvis i Denver.

## Eksterne links
- Gennemgang af ulykkens forløb på pbs.org Arkiveret 21. december 2012 hos  hos Archive.is
- Three Mile Island -- Failure Of Science Or Spin?, science.com

40°09′12″N 76°43′31″V / 40.1533°N 76.7253°V